# Drosophila ohnishii
Drosophila ohnishii är en tvåvingeart som beskrevs av Zannat och Masanori Joseph Toda 2002. Drosophila ohnishii ingår i släktet Drosophila och familjen daggflugor.
Artens utbredningsområde är Myanmar.